# 文室有房
文室 有房（ふんや の ありふさ）は、平安時代前期の貴族。官位は従五位下・出羽権掾。雄勝城司。

## 経歴
元慶2年（878年）3月に出羽国で俘囚の乱が起こると、出羽守・藤原興世の命令を受けて、出羽権掾の文室有房と小野春泉は共に、精兵を率いて反乱勢力の手に落ちた秋田城へ向かい合戦を行う。しかし、城内は既に灰燼に帰しており、敵の兵力は日に日に増さる状況であった。
5月には、出羽権介・藤原統行、小野春泉、文室有房と、陸奥大掾・藤原梶長が率いて来た陸奥国からの援軍総勢5000人をもって秋田城周辺に陣を敷く。6月に入ると、夷俘1000人が突如ふたたび秋田城を襲撃した。夷俘の猛烈な攻撃の前に官軍が壊走する中、有房は一人奮戦し敵数名を斬る活躍を見せたが、足に矢を被け撤退する。後日その戦闘の功績を賞されて、従五位下に叙せられている。
その後解決に向け、出羽権守・藤原保則や鎮守府将軍・小野春風が派遣されると、有房も清原令望や南淵秋郷（上野押領使）ら他の出羽権掾と共に、上野国の兵600人をもって秋田川の南で守りを固め、また投降してきた夷俘の対応に当たった。乱の終結後は雄勝城司として出羽の安定に努めた。

## 登場作品
- 『水壁 アテルイを継ぐ男』、高橋克彦、ISBN 978-4-569-83281-4